# 40.
40. je peto desetletje v 1. stoletju med letoma 40 in 49. 